# Бенан
Бена́н (фр. Besnans) — коммуна во Франции, находится в регионе Франш-Конте. Департамент — Верхняя Сона. Входит в состав кантона Монбозон. Округ коммуны — Везуль.
Код INSEE коммуны — 70065.

## География
Коммуна расположена приблизительно в 330 км к юго-востоку от Парижа, в 30 км северо-восточнее Безансона, в 21 км к югу от Везуля.
Вдоль восточной границы коммуны протекает река Оньон.

## Население
Население коммуны на 2010 год составляло 81 человек.
| 1962 | 1968 | 1975 | 1982 | 1990 | 1999 | 2010 |
| ---- | ---- | ---- | ---- | ---- | ---- | ---- |
| 44   | 50   | 47   | 51   | 52   | 56   | 81   |

## Администрация
| Период | Период | Фамилия     | Партия | Примечания |
| ------ | ------ | ----------- | ------ | ---------- |
| 2001   | 2005   | Дени Сируто |        |            |
| 2005   | 2014   | Ив Герен    |        |            |

## Экономика
В 2010 году среди 46 человек трудоспособного возраста (15—64 лет) 32 были экономически активными, 14 — неактивными (показатель активности — 69,6 %, в 1999 году было 69,4 %). Из 32 активных жителей работали 29 человек (16 мужчин и 13 женщин), безработных было 3 (2 мужчин и 1 женщина). Среди 14 неактивных 5 человек были учениками или студентами, 7 — пенсионерами, 2 были неактивными по другим причинам.